# Pentazonia
Sous-classe
Synonymes
- Armadillomorpha Verhoeff, 1915[1]
- Oniscomorpha Pocock, 1887[1]

Les Pentazonia sont une sous-classe de myriapodes diplopodes.

## Liste des ordres
Selon BioLib (1er novembre 2019) :
- ordre Glomerida Leach, 1814
- ordre Glomeridesmida Latzel, 1884
- ordre Sphaerotheriida Brandt, 1833

## Publication originale
- (fr + ru) Ioanne Fridirico Brandt, « Tentaminum quorundam monographicorum Insecta Myriapoda Chilognathi Latreillii spectantium prodromus », Bulletin de la Société des naturalistes de Moscou, Moscou, МГУ, vol. 5-6,‎ 1833, p. 194-209 (ISSN 0007-7682, OCLC 1758754, lire en ligne).